# Скотопригоньевск

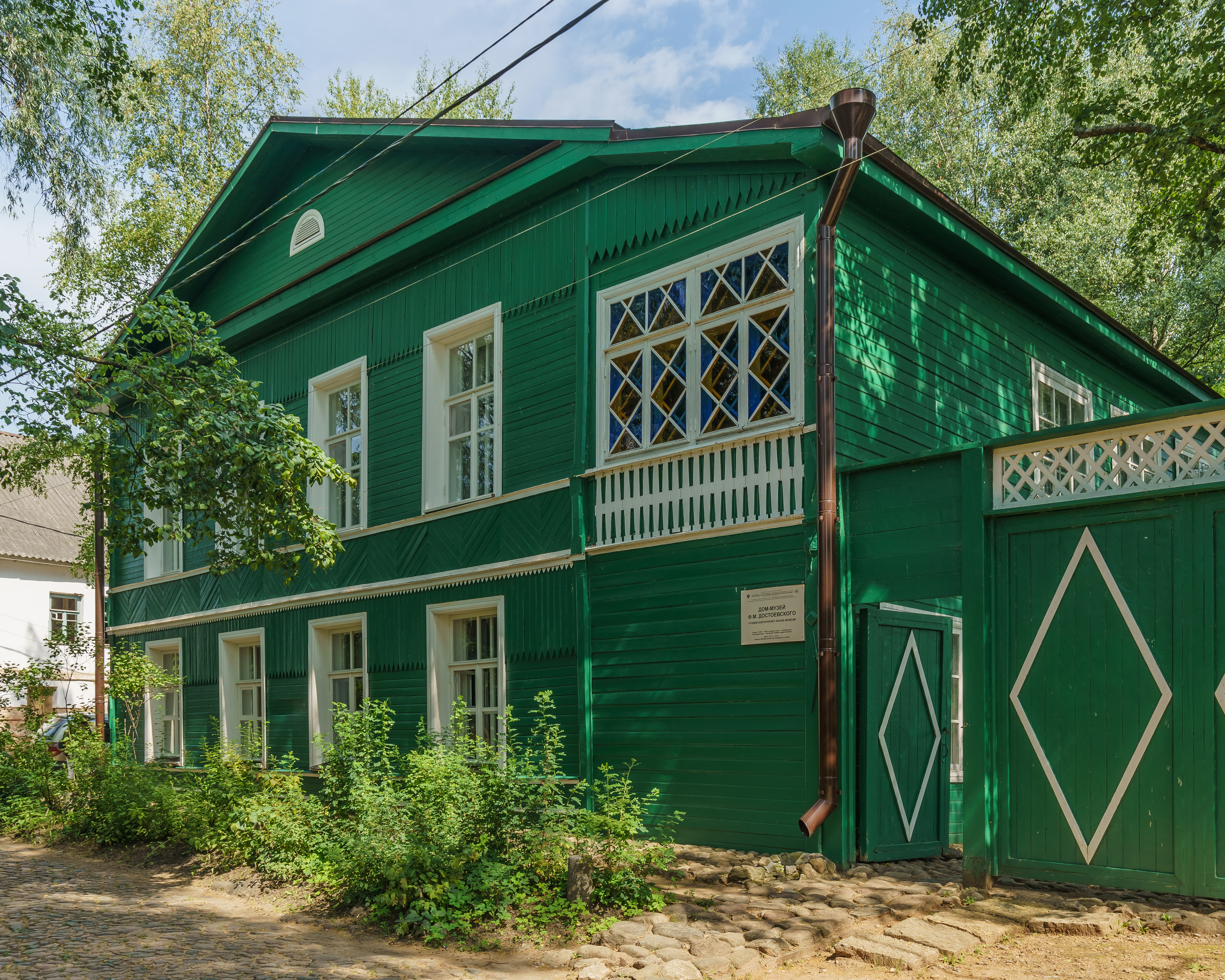
Дом Достоевского в Старой Руссе, в котором был написан роман «Братья Карамазовы»

Скотоприго́ньевск — вымышленный город, место действия в романе Фёдора Михайловича Достоевского «Братья Карамазовы».
В своих комментариях жена Достоевского Анна Григорьевна и его дочь Любовь Фёдоровна отмечали, что образ города писатель создал на основе Старой Руссы, в которой провёл последние годы своей жизни.
На название города повлиял расположенный на центральной площади Старой Руссы Конный рынок, где торговали скотом. Достоевский хорошо знал этот город и его жителей, что нашло своё отражение в описании Скотопригоньевска в «Братьях Карамазовых».

## Дом Фёдора Карамазова
По словам дочери, дом Фёдора Павловича Карамазова в романе представляет собой дом самого Достоевского с небольшими изменениями. Писатель купил этот дом в 1876 году после смерти прежнего владельца — отставного подполковника А. К. Гриббе, который строил его «в немецком вкусе прибалтийских губерний». В романе нашли своё отражение как необычная планировка со множеством «разных чуланчиков, разных пряток и неожиданных лесенок», так и расположение дома — почти на окраине, возле заболоченной реки Малашка. Из текста романа можно узнать, что также и «дом Фёдора Павловича Карамазова стоял далеко не в самом центре города, но и не совсем на окраине»; не оставил писатель без внимания и «речку нашу вонючую <…> вот что у нас за садом течет…».
Также прежний владелец дома построил в саду беседку, описывая которую Достоевский упомянул и про подполковника: «Дмитрий Фёдорович вёл гостя в один самый отдалённый от дома угол сада. Там вдруг, среди густо стоявших лип и старых кустов смородины и бузины, калины и сирени, открылось что-то вроде развалин стариннейшей зелёной беседки, почерневшей и покривившейся, с решётчатыми стенками, но с крытым верхом и в которой ещё можно было укрыться от дождя. Беседка строена была бог весть когда, по преданию лет пятьдесят назад, каким-то тогдашним владельцем домика, Александром Карловичем фон Шмидтом, отставным подполковником».
Русская баня в саду Достоевского упоминается и в саду Фёдора Карамазова в ночь его убийства.
Недалеко от дома Достоевского находился Мининский переулок, сужающийся до просвета между заборами и заросший травой. В подобном месте в романе подгулявшие господа находят Лизавету.
Через реку Малашку был перекинут мостик, возле которого в романе происходит стычка Илюши Снегирёва с мальчиками.

## Улицы
Хохлакова с дочерью Лизой живут на Михайловской улице. Катерина Ивановна живёт на Большой улице. Михайловская и Большая улица в романе параллельны. Между ними только канавка — это, по словам Анны Григорьевны, «речка Малашка, которая обратилась в грязный ручей».
Грушенька живёт «близ Соборной площади».
В ночь убийства Дмитрий от Грушеньки «обежал большим крюком, чрез переулок, дом Фёдора Павловича, пробежал Дмитровскую улицу, перебежал потом мостик и прямо попал в уединённый переулок на задах <…> сада Фёдора Павловича». Исследователи отмечают, что описанный маршрут на карте Старой Руссы действительно выглядит крюком, заканчивающимся у дома Достоевского.

## Здания
В романе Дмитрий Карамазов делает покупки в магазине у Плотникова. В 1870-х годах в центре Старой Руссы действительно располагался магазин купца второй гильдии Павла Ивановича Плотникова. «Это был самый главный бакалейный магазин в нашем городе, богатых торговцев, и сам по себе весьма недурной. Было всё, что и в любом магазине в столице, всякая бакалея: вина „разлива братьев Елисеевых“, фрукты, сигары, чай, сахар, кофе и проч. Всегда сидели три приказчика и бегали два рассыльных мальчика» — писал про него в «Братьях Карамазовых» Достоевский. Анна Григорьевна позже писала, что Фёдор Михайлович любил заходить в этот магазин, и его там знали и уважали. Дочь писателя также обращала внимание на включение магазина в произведение: «Я не могу удержаться от улыбки всякий раз, когда читаю, как Дмитрий Карамазов делал покупки у Плотникова перед поездкой в Мокрое. Я вижу себя в Старой Руссе, в том же магазине Плотникова, куда иногда ходила с отцом и где с интересом <…> следила за его оригинальной манерой делать покупки».

## Мокрое
Возможным прототипом Мокрого в романе послужило село Буреги в 24 верстах от Старой Руссы в направлении Новгорода.

## Критика
По мнению, филолога и культуролога Дмитрия Сергеевича Лихачёва, подлинность сценической площадки, в роли которой оказалась Старая Русса, поддерживает в романе «ощущение подлинности действия». Несмотря на разрушения города в годы войны, «ощущение подлинности не менее сильно и сейчас».
Литературовед Георгий Фридлендер отметил, что мир, воссозданный Достоевским в романе, «казался многим современникам писателя <…> искусственным и фантастическим».
Рейнус приходит к выводу, что Достоевский поразительно точно передаёт внешний облик и топографию Старой Руссы, тем самым создавая «выразительный, обобщённый облик русского уездного городка 1870-х годов».